# Spinetta (Cuneo)
Spinetta è una frazione del comune italiano di Cuneo, situata 3,5 km a est dal centro cittadino.
Con circa 1 600 abitanti, è uno degli agglomerati più popolosi del capoluogo della provincia Granda.

## Storia
La frazione di Spinetta sorse intorno al 1100, quando un gruppo di monaci benedettini di Bombonina iniziarono un processo di bonifica del territorio a est di Cuneo, allora denominato Villasco. Secondo gli atti comunali, un primo nucleo religioso pare sia sorto nell'Alto Medioevo, con il nome di Santa Maria de Spinetis. L'ultimo dato riguardante questa chiesa si trova in un documento dell'archivio vescovile di Mondovì datato 1561, mentre in un atto del 1583, durante la visita di monsignor Girolamo Scarampi, veniva definita come abbandonata e in rovina. Di quella chiesa se ne sono oggi perse le tracce.

## Monumenti e luoghi d'interesse

### Chiesa parrocchiale
La nuova chiesa parrocchiale, intitolata alla Natività di Maria, risale al 1636 e fino al 1922 era la maggiore parrocchia del territorio a est di Cuneo, comprendendo anche le frazioni di Bombonina, Borgo Gesso, Tetti Pesio, Roata Lerda e Roata Canale. Al suo interno sono custoditi due interessanti organi, uno risalente al 1785, opera di Giovanni Antonio Zali, e un altro del 1907 realizzato da mastro Achille Baldi.

## Società

### Tradizioni e folclore
Tutti gli anni durante la quarta domenica del mese di settembre, si svolge la festa del santo patrono del paese, San Foca, protettore degli agricoltori, essendo la frazione strettamente legata per tradizione ai lavori di bonifica e alla coltivazione di verdure.